# 令狐運
令狐运（?—?），唐朝京兆富平人，令狐彰的幼子。令狐彰得病时，让儿子令狐建、令狐通、令狐运回到东都私第。
令狐运为东都留守将，一天有人在洛北路上抢劫转运丝绢，令狐运与属下在近郊打猎，东都留守杜亚以令狐运是豪家之子，怀疑是他干的，令判官穆員及从事张弘靖一起审理此事。穆员与张弘靖都认为令狐运职在牙门，必不为盗。杜亚不听，将穆员、张弘靖赶出幕府，令亲信武金审理。武金鞭打令狐运的部下十余人，一人被打死，九人不堪拷打而自诬，一共逮捕四十余人。监察御史杨宁调查其事，杜亚密表陈奏杨宁不公正，杨宁于是得罪。杜亚上表说令狐运为盗，唐德宗信而不疑。德宗令侍御史李元素、刑部员外崔从质、大理司直卢士瞻三司一起调查。李元素调查五日，知道他是冤枉的，尽释其囚。杜亚上疏，又诬陷李元素。李元素向唐德宗尽言令狐运之冤。令狐运不以盗贼，而以曾捕掠人至家中，配流归州。武金被配流建州。齐抗捕获真盗贼郭鹄、宋瞿昙等七人及赃绢。令狐运死在归州。